# Seran
Seran is een bestuurslaag in het regentschap Sumbawa Barat van de provincie West-Nusa Tenggara, Indonesië. Seran telt 640 inwoners (volkstelling 2010).